# Émile François
Émile François est un architecte belge adepte de l'Art nouveau qui fut actif en Hainaut.

## Biographie
Émile François est originaire de Braine-le-Comte, en Hainaut.

## Réalisations remarquables
La réalisation la plus connue d'Émile François est le Modern Hôtel, rue de la Station, 73 à Soignies, classé depuis 1980, qui est le seul restaurant en Belgique francophone à présenter une architecture Art nouveau.

## Immeubles de style Art nouveau
- 1902-1904 : le Modern Hôtel, rue de la Station, 73 à Soignies ;
- 1903-1905 : Rue Henri Neuman, 51-63 à Braine-le-Comte, ensemble classé de sept maisons.